# ماتراترنیه
ماتراترنیه (به مجاری:  Mátraterenye) یک شهرداری در مجارستان است که در نوگراد واقع شده‌است.